# シャルル・アレクサンドル・ド・カロンヌ

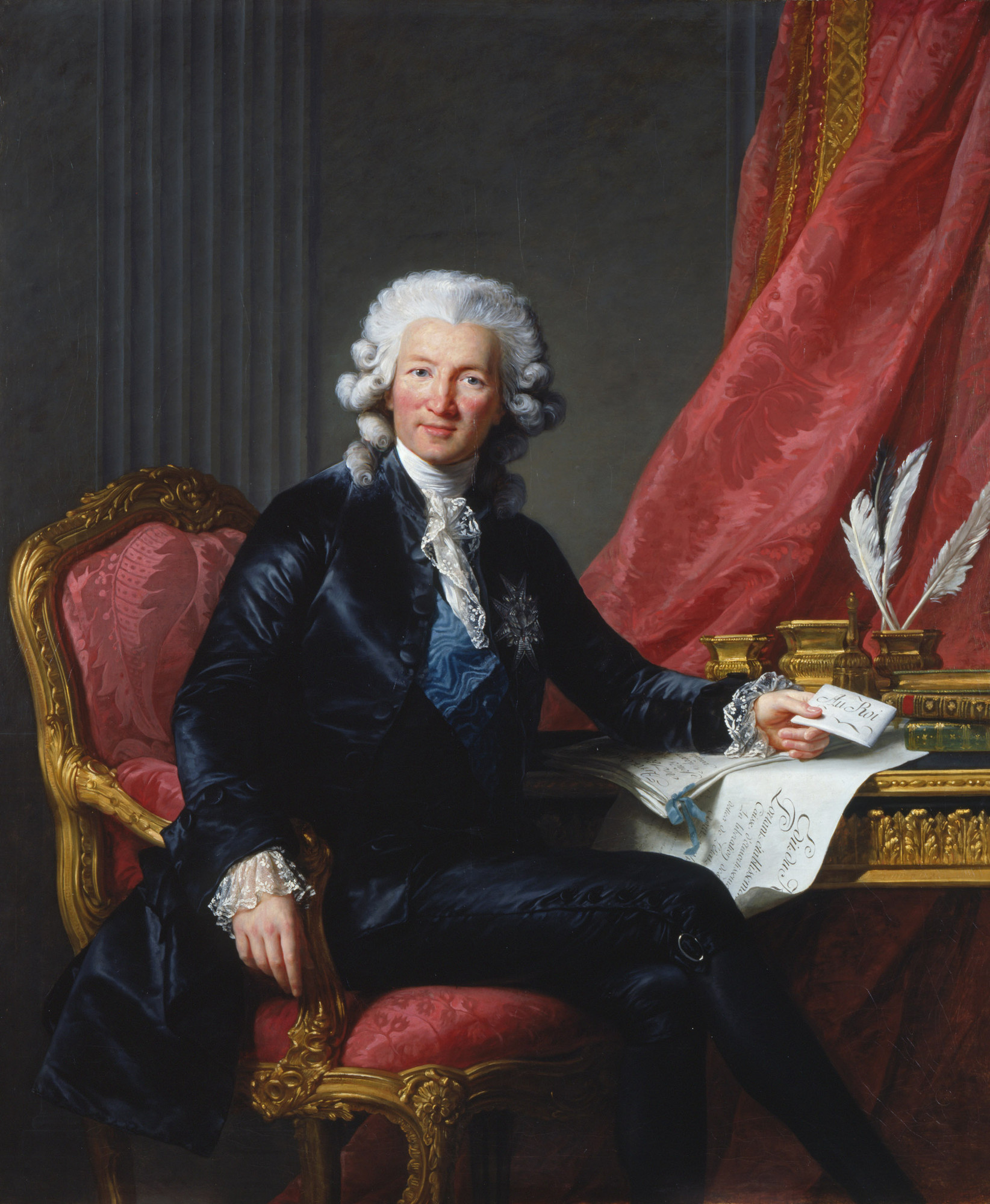
シャルル・アレクサンドル・ド・カロンヌ

シャルル・アレクサンドル・ド・カロンヌ（Charles Alexandre de Calonne，1734年1月20日 - 1802年10月30日）は、フランス王国の政治家、貴族。

## 生涯
北フランスのドゥエーに生まれ、同地の徴税官、高等法院検事になる。メッス、リースの地方総監を経て、そこで優れた行政手腕を発揮した。
1783年にネッケルの後任として財務総監に就任したが、財政を根本的に変革させなければ、国家は破産してしまうという状態まで追い詰められ、特権身分の免税を廃止して課税の平等を実現しようとした。現在、この骨太い改革の試みはルイ十六世の「ロイヤル革命」とも呼ばれている。これらは特権階級の利益を著しく侵すものなので反対され、実現しなかった。そのため1787年、名士会（国王の任命による王族・大貴族・司教からなる身分制諮問議会）を召集してその支持を得ようとしたが、強硬な反対を受けて失脚。ロメニー・ド・ブリエンヌに財務総監を譲り、イギリスに亡命した。
フランス革命期にはイギリスで亡命貴族を援助して、反革命運動を組織した。1802年、ナポレオン・ボナパルトに赦免され帰国したが、すぐにパリで死亡した。